# Menèstrat de l'Epir
Menèstrat (en grec antic: Μένεστρατος, llatí: Menestrătus) o Menestas (Μενέστας, Menestas) fou un polític de l'antiga Grècia.
Era un dels caps que va instigar a la Lliga Etòlia a fer la guerra contra Roma al costat d'Antíoc III el Gran, que va començar el 192 aC. El 191 aC, després de la victòria romana sobre els epirotes, el cònsol Mani Acili Glabrió va demanar el lliurament de Menèstrat, però els epirotes no el van lliurar, segons Polibi i Titus Livi.